# Tour della nazionale maschile di rugby a 15 del Sudafrica 2001
Nel 2001, la nazionale sudafricana di "rugby a 15", campione del mondo, visita l'emisfero nord con una squadra rinnovata. Agevole il successo con l'Italia e USA, ma pesanti la sconfitta con la Francia e una Inghilterra sempre migliore.
Contemporaneamente gli "Emerging Springboks" della nazionale "A", visitano alcuni paesi europei.

## Tour della prima squadra

### Bilancio
- Test Match Ufficiali
  - Giocate : 4
  - Vinte: 2
  - Perse: 2
  - Punti fatti: 116
  - Punti subiti: 95

### Risultati
| Parigi 10 novembre 2001 | Francia | 20 – 10 | Sudafrica | Stade de France |

| Genova 17 novembre 2001 | Italia | 26 – 54 | Sudafrica | Luigi Ferraris |

| Londra 24 novembre 2001 | Inghilterra | 29 – 9 | Sudafrica | Twickenham |

| Houston 1º dicembre 2001 | Stati Uniti | 20 – 43 | Sudafrica |  |

## Tour della squadra "A"
Anche gli "emergine Springboks" sono in Europa per un tour presso le nazionali minori europee.
| Tarbes 14 novembre 2001 | Francia A | 0 – 0 | Sudafrica A |  |

| Tbilisi 18 novembre 2001 | Georgia | 17 – 31 | Sudafrica A |  |

| Worcester 21 novembre 2001 | England Nat. Division XV | 9 – 33 | Sudafrica A | Sixways Stadium |

| Siviglia 24 novembre 2001 | Spagna | 13 – 28 | Sudafrica A |  |